# Joaquín Cortés
Joaquín Cortés, właściwie Joaquín Pedraja Reyes (ur. 22 lutego 1969 w Kordobie) – hiszpański tancerz baletowy i flamenco pochodzenia romskiego.

## Życiorys
W wieku 12 lat po przeprowadzce do Madrytu rozpoczął naukę tańca. Trzy lata później dołączył do zespołu baletowego Ballet Nacional de España, w którym doszedł do występów solowych. Występował z tą grupą m.in. w nowojorskiej Metropolitan Opera i w moskiewskim Kremlu. Po odejściu z dotychczasowego zespołu współpracował przy licznych przedstawieniach innych artystów, występował jako gość specjalny, udzielał się także w zakresie choreografii. W 1992 występował w paryskim teatrze Théâtre des Champs Élysées. W tym samym roku założył własny zespół baletowy pod nazwą Joaquín Cortés Ballet Flamenco. Razem z nim zaczął odbywać międzynarodowe trasy z kolejnymi przedstawieniami artystycznymi, najpierw z Cibayí z 1992, następnie z Pasión Gitana z 1995 (na potrzeby którego stroje zaprojektował Giorgio Armani), Soul z 1999, Live z 2001, Mi Soledad z 2006. W 1996 rozpoczął pierwsze tournée po Stanach Zjednoczonych, gdzie występował m.in. w Radio City Music Hall w Nowym Jorku i w Universal Amphitheatre w Los Angeles.
Wystąpił też w kilku filmach. Wcielił się w postać Antonia w dramacie Kwiat mego sekretu z 1995, który wyreżyserował Pedro Almodóvar. Był jednym z głównych bohaterów filmu dokumentalnego Flamenco z 1995, poświęconego temu nurtowi artystycznemu. W 1997 z zespołem The Gipsy Passion Band nagrał album muzyczny zawierający m.in. aranżacje muzyczne z jego przedstawień.